# 押切英希
押切 英希（おしきり ひでき、1959年12月14日 - ）は、日本の俳優、声優。文学座所属。東京都出身。身長178cm・体重70kg。
過去に押切英樹の芸名で活動していた。

## 出演

### テレビドラマ
- 土曜ワイド劇場「松本清張の葦の浮船」（1984年）
- 翔ぶが如く（1990年）
- 太平記（1991年） - 北畠具行 役
- 功名が辻（2006年） - 日根野弘就（ひねのひろなり） 役　※当時の芸名は「押切英樹」

### 映画
- グリーン・レクイエム（1988年） - 研究員 役
- 破れた絵（2002年）

### 舞台
- 丘の上のイエッペシンガー
- 怪談牡丹灯篭
- 昨日までのベッド
- 絹布の法被
- シューベルト
- 日本の面影
- 華々しき一族
- ふるあめりかに袖はぬらさじ
- 家路（2002年文学座公演） - 川瀬弘幸 役
- リチャード三世（2003年文学座公演） - リヴァース伯アントニー・ウッドビル 役
- 風の中の蝶たち（2004年文学座公演） - 大井憲太郎 役
- 飢餓海峡（2006年地人会公演） - 味村時雄 役

### 吹き替え
映画
- セルラー - クレイグ・マーティン 役〈リチャード・バージ〉
- 宇宙戦争
- スピード・レーサー（2008年米製作） - キャノンボール・テイラー 役
- 黙示録2009 隕石群襲来（2008年米製作） - ケン・ストーン 役〈ウィリアム・グレゴリー・リー〉
- しあわせの隠れ場所 （2009年米製作） - ショーン・テューイ 役〈ティム・マグロウ〉
- スティーヴン・キング 骨の袋（2011年米製作） - マイク・ヌーナン 役〈ピアース・ブロスナン〉

ドラマ
- ミッシング -サイキック捜査官-（2003年米製作） - アラン・コイル 役〈ディーン・マクダーモット〉
- ミッシング -サイキック捜査官 - シーズン2第17話: ゲスト出演（2005年米製作） - トルーマン 役
- ファン・ジニ（2006年韓国製作）
- WITHOUT A TRACE/FBI 失踪者を追え! 第91、95話: ゲスト出演
- ER XIV 緊急救命室 第294話: ゲスト出演 - ザック・フレアティ 役〈ピーター・リニ〉
- ER XV 緊急救命室 第329話: ゲスト出演 - マシュー・グラハム 役〈クリストファー・B・ダンカン〉
- メンタリスト 第21話: ゲスト出演（2009年米製作） - リック・ブレグマン 役
- コールドケース7 ザ・ファイナル 第19話（2010年米製作） - ケネス 役
- 名探偵ポワロ 三幕の殺人（2010年英製作） - バーソロミュー・ストレンジ 役〈アート・マリック〉
- 赤と黒（2011年日韓共同制作ドラマ）
- コペンハーゲン シーズン3（2013年丁製作） - ソーレン・ラウン 役〈ラース・ミケルセン〉[1]
- 名探偵ポワロ 象は忘れない（2013年英製作） - ドクター・ウィロビー 役〈イアン・グレン〉

#### アニメ
- ヨセフ物語 ～夢の力～

### 特撮
- 特警ウインスペクター（1990年、テレビ朝日） - 宮部徹 役
- 特救指令ソルブレイン（1991年、テレビ朝日） - 荒井久夫 役

### ナレーション・朗読
- ルネサンス時空の旅人『聖なる都アッシジ物語』（2001年日本テレビ製作:DVDシリーズ）
- 大島幾雄が歌う「冬の旅」物語（2002年開演コンサート:日本語訳詞朗読）
- 夏目漱石「三四郎」（2020年NHK製作:NHK第2「朗読」）